# Santiago Bello
Santiago Leonardo Bello Mosteiro (San Carlos, Uruguay, 20 de mayo de 1984) es un ex-futbolista uruguayo. Jugaba de delantero y su último club fue Atenas de San Carlos.

## Clubes
| Club                   | País      | Año         |
| ---------------------- | --------- | ----------- |
| Libertad de San Carlos | Uruguay   | 2007 - 2011 |
| Atenas de San Carlos   | Uruguay   | 2007 - 2011 |
| Deportivo Maldonado    | Uruguay   | 2011 - 2012 |
| Cerro Largo            | Uruguay   | 2012 - 2013 |
| Deportivo Maldonado    | Uruguay   | 2013        |
| Zamora                 | Venezuela | 2015        |
| Deportivo Maldonado    | Uruguay   | 2016        |
| Atenas de San Carlos   | Uruguay   | 2017        |